# Пушкевичи
Пушкевичи — дворянский род.
Коллежский советник Алексей Пушкевич, находясь в военной службе, участвовал в кампаниях 1812, 1813 и 1814 годов и неоднократно отличался в сражениях. 19 марта 1837 года пожалован ему с потомством диплом на дворянское достоинство.

## Описание герба
Щит полурассечён-пересечён. В первой, серебряной части, червлёный натянутый лук, на котором таковая же стрела, в перевязь. Во второй, зелёной части, серебряный улей, сопровождаемый тремя таковыми же пчёлами. В третьей, лазоревой части, в золотой одежде, держащий червлёное копье, воин на серебряном скачущем, в лазоревом чепраке, коне.
Щит увенчан дворянскими шлемом и короною. Нашлемник: три серебряных строусовых пера. Намёт: справа — червлёный, с серебром, слева — зелёный, с серебром. Герб Пушкевича внесён в Часть 11 Общего гербовника дворянских родов Всероссийской империи, стр. 112.